# Messein
Messein – miejscowość i gmina we Francji, w regionie Grand Est, w departamencie Meurthe i Mozela.
Według danych na rok 1990 gminę zamieszkiwało 1508 osób, a gęstość zaludnienia wynosiła 293 osób/km² (wśród 2335 gmin Lotaryngii Messein plasuje się na 268 miejscu pod względem liczby ludności, natomiast pod względem powierzchni na miejscu 997).

## Populacja

Populacja Messein w latach 1962–2008